# Ку (кана)
く в хирагане и ク в катакане — символы японской каны, используемые для записи ровно одной моры. В системе Поливанова записывается кириллицей: «ку», в международном фонетическом алфавите звучание записывается: /ku͍/ или /kɯ͡β̞/. В современном японском языке находится на восьмом месте в слоговой азбуке, после き и перед け.

## Происхождение
く и ク появились в результате упрощённого написания кандзи 久.

## Написание
|  |  |

## Коды символов вкодировках
- Юникод:
  - く: U+304F,
  - ク: U+30AF.